# Olof Palmes jultal 1972
Olof Palmes uttalande om Hanoibombningarna, även känt som jultalet, var ett kort tal av Sveriges statsminister Olof Palme, sänt i Sveriges Radio 23 december 1972. Det skapades som en reaktion mot USA:s bombräder över Nordvietnams huvudstad Hanoi under det pågående Vietnamkriget. I talet jämfördes USA:s handlingar med ett antal historiska illdåd och krigsförbrytelser, vilket ledde till frysningar av de diplomatiska relationerna mellan Sverige och USA.

## Historia

### Bakgrund

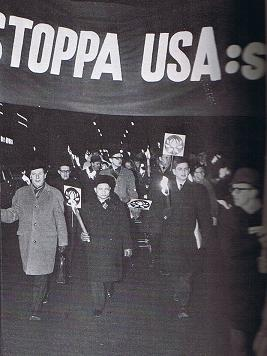
Fackeltåget februari 1968.

De diplomatiska relationerna mellan Sverige och USA hade försämrats som en konsekvens av Vietnamkriget. Försämringarna inleddes med att Palme, då kommunikationsminister, höll ett kritiskt anförande i Gävle i juli 1965. Vietnamkriget trappades upp under 1968 i och med Têt-offensiven. Palme, då utbildningsminister, deltog den 21 februari 1968 i ett fackeltåg genom Stockholm, gående sida vid sida med den nordvietnamesiske ambassadören i Moskva. USA:s reaktion blev att omedelbart kalla hem sin ambassadör, William Womack Heath, till Washington för konsultationer. Heath fick instruktioner om att hålla sig borta från Sverige i två månader, vilket till slut bara blev en.
I januari 1969 upprättade Sverige diplomatiska förbindelser med Nordvietnam, vilket USA reagerade emot. Heath avgick som ambassadör i januari 1969 som en konsekvens av att Richard Nixon hade vunnit det amerikanska presidentvalet 1968. Någon ny ambassadör utsågs inte förrän i februari 1970.
I slutet av september 1969 fattade Sverige beslut om bistånd till Nordvietnam. Konsekvensen blev att USA:s president Nixon beordrade att de diplomatiska förbindelserna med Sverige skulle skäras ner så mycket som möjligt, ett beslut som sedan mildrades. Istället fick Sverige en roll i förhandlingarna med Nordvietnam angående amerikanska krigsfångar. Palme överlämnade en namnlista på 368 fångar till den amerikanske ambassadören Jerome Holland under hösten 1970.
Under andra hälften 1970 och under 1971 rådde ett mer avspänt förhållande mellan Sverige och USA.
I maj och juni 1972 förekom ett flertal kritiska utspel mot Vietnamkriget från svenska regeringsmedlemmar. De hade föregåtts av demonstrationer, och fackliga och politiska utspel. Under hösten åkte även ambassadören Holland tillbaka till USA. Den 18 december 1972 inleddes så en amerikansk flygoffensiv mot Hanoi. Mer än 100 bombplan (B-52:or) och över 500 attackplan deltog, och mer än 20 000 ton bomber fälldes under 12 dagar. Det var detta som ledde till att talet hölls.

### Själva talet
Olof Palmes jultal var ett uttalande som Palme personligen ringde in till Tidningarnas Telegrambyrå. Talet sändes sedan i programmet Lunchekot i Sveriges Radio den 23 december 1972.
Uttalandet var kort och kritiserade USA:s bombningar av Hanoi julen 1972 under Vietnamkriget i Operation Linebacker II. Kritiken var hård och Palme såg bombningarna som terrorbombningar som påminde om Guernica.
| ”                       | Man bör kalla saker och ting vid deras rätta namn. Det som nu pågår i Vietnam är en form av tortyr. --- Det man gör är att plåga människor, plåga en nation för att förödmjuka den, tvinga den till underkastelse inför maktspråk. --- Och därför är bombningarna ett illdåd. Och av det har vi många exempel i den moderna historien. Och de är i allmänhet förbundna med ett namn: Guernica, Oradour, Babij Jar, Katyń, Lidice, Sharpeville, Treblinka. Där har våldet triumferat. Men eftervärldens dom har fallit hård över dem som burit ansvaret. Nu fogas ett nytt namn till raden: Hanoi, julen 1972. | „ |
| – Slutet av uttalandet. | |   |

De platser som räknas upp – Guernica, Oradour, Babij Jar, Katyn, Lidice, Sharpeville, Treblinka – var kända för att det hade skett massakrer där tidigare under 1900-talet.
Ett första utkast till uttalandet skrevs av Anders Ferm, vilket sedan omarbetades av Olof Palme till nuvarande utformning, som senare själv läste upp texten i en intervju med Christina Jutterström, Sveriges Radio-TV hemma i köket i Palmes radhus i Vällingby.

### Konsekvenser
Uttalandet fick stor internationell uppmärksamhet och fick konsekvenser både i och utanför Sverige. Det blev förstasidesnyhet i tidningar på många håll i världen. Den svenske ambassadören i USA, Hubert de Besche, blev snabbt uppkallad till den amerikanske biträdande utrikesministern, Alexis Johnson, som framförde protester mot talet, direkt från Nixon. USA drog officiellt slutsatsen att Sverige inte tillmätte relationen med USA någon större vikt.
Som en konsekvens lät USA inte sin chargé d'affaires, John Guthrie, återvända till Stockholm. Inte heller ansågs den svenske ambassadören i USA, varken de Besche eller dennes redan utsedde efterträdare Yngve Möller, välkommen i USA. Denna linje slogs fast av den amerikanske presidenten den 21 januari 1973. Normalisering mellan länderna skedde inte förrän den 14 mars 1974. En ny ambassadör i Washington, Wilhelm Wachtmeister, tillträdde i maj samma år.
Även i Sverige fick uttalandet konsekvenser. I en nationell manifestation, ”Sverige för fred i Vietnam”, skrev samtliga partiledare för riksdagens partier den 28 december 1972 under ett upprop för omedelbart stopp av bombningarna. Ytterligare 2,7 miljoner svenskar undertecknade manifestationen.
Vilken betydelse uttalandet hade för händelserna i kriget har diskuterats, men Nixons utrikespolitiske rådgivare Henry Kissinger har hävdat vad avser bombningarna att USA inte fick kritik från något land av betydelse. Journalisten Björn Elmbrant menar att Palmes initiativ "säkerligen inte" hade någon effekt på den amerikanska krigföringen.